# Asphondylia sturtiana
Asphondylia sturtiana är en tvåvingeart som beskrevs av Peter Kolesik 2000. Asphondylia sturtiana ingår i släktet Asphondylia och familjen gallmyggor. Inga underarter finns listade i Catalogue of Life.